# Eva De Dominici
Eva De Dominici, pseudonimo di Eva Carolina Quattrocchi (Buenos Aires, 21 aprile 1995), è un'attrice e modella argentina.

## Biografia
Inizia la sua carriera all'età di cinque anni lavorando in alcune pubblicità, rivista e per alcune campagne pubblicitarie. Nel 2005 interpreta la protagonista Carmin nell'omonimo cortometraggio. Prende parte nell'anno 2006 a Chiquititas con il ruolo di Miki. Nel 2007 è nel cast de Il mondo di Patty, dove interpreta il ruolo di Tamara Valiente. Partecipa nel 2010 a Incorreggibili ed a un episodio di Peter Punk.
Nel 2010 è nel cast protagonista della serie televisiva Cuando toca la campana e nel 2011 in quello di Dance! La forza della passione.
Nel 2012 entra a far parte del cast di Dulce amor e nel 2013 è ancora nel cast. Nel 2014 entra nel cast di Una famiglia quasi perfetta nel ruolo di Pilar.

### Vita privata
Dal 2018 ha una relazione con Eduardo Cruz. Il 6 ottobre 2019 nasce loro figlio Cairo, a Los Angeles, California.

## Filmografia

### Cinema
- El encuentro de Guayaquil, regia di Nicolás Capelli (2016)
- Il sangue in bocca (Sangre en la boca), regia di Hernán Belén (2016)
- La última fiesta, regia di Leandro Mark e Nicolás Silbert (2016)
- Sangre blanca, regia di Bárbara Sarasola-Day (2018)
- No dormirás, regia di Gustavo Hernández (2018)
- The Soviet Sleep Experiment, regia di Barry Andersson (2019)
- Cosmic Sin, regia di Edward Drake (2021)
- Sayen - La cacciatrice (Sayen: La Cazadora), regia di Alexander Witt (2023)

### Televisione
- Chiquititas sin fin – serie TV (2006)
- Il mondo di Patty (Patito Feo) – serie TV (2007-2008)
- Incorreggibili (Consentidos) – serie TV (2010)
- Peter Punk – serie TV (2010)
- Cuando toca la campana – serie TV (2011)
- Dance! La forza della passione (Dance! La fuerza del corazón) – serie TV (2011)
- Dulce amor – serie TV (2012-2013)
- Una famiglia quasi perfetta (Somos familia) – serie TV (2014)
- Camino al amor – serie TV (2014)
- Los ricos no piden permiso – serie TV (2016)
- La fragilidad de los cuerpos – serie TV (2017)
- Golpe al corazón – serie TV (2018)
- Hawaii Five-0 – serie TV (2020)
- Maradona: sogno benedetto (Maradona: sueño bendito) – serie TV, 2 episodi (2021)
- The Cleaning Lady – serie TV (2022-2024)
- Barrabrava – serie TV (2023)

## Doppiatrici italiane
Nelle versioni in italiano delle opere in cui ha recitato, Eva De Dominici è stata doppiata da:
- Veronica Puccio in Il mondo di Patty[8] e Incorreggibili[9]
- Patrizia Mottola in Una famiglia quasi perfetta[10]
- Francesca Manicone in Maradona: sogno benedetto
- Emanuela D'Amico in The Cleaning Lady
- Valentina Favazza in Sayen - La cacciatrice